# ريمون بوانكاريه
ريمون بوانكاريه (بالفرنسية: Raymond Poincaré)‏ سياسي فرنسي (1860-1934).
تولى رئاسة الجمهورية الفرنسية الثالثة العاشر (1913-1920) وفي عهده دخلت بلاده الحرب العالمية الأولى. كما تولى رئاسة الوزارة في فرنسا ثلاث مرات:
- من 21 يناير 1912 إلى 21 يناير 1913.
- من 15 يناير 1922 إلى 6 يونيو 1924.
- من 23 يوليو 1926 إلى 29 يوليو 1929.
- وزير الخارجية (1912-1913)و(1922-1924).
- وزير التعليم (1893) و(1895).

أخوه لوسيان بوانكاريه [الإنجليزية] عالم فيزيائي، وقريبه هنري بوانكاريه عالم فيزيائي ورياضي معروف.ولد الرئيس الفرنسي ريمون بوانكارية في مدينة بار لو دوك التي تتبع إقليم ميوز الذي يقع في شمال شرق فرنسا في حين انه انتقل للعاصمة الفرنسية باريس ليتخرج من كلية الحقوق سنة 1879 م حيث أصبح محاميا ماهرا انضم لنقابة المحاميين والتحق بخدمة الشأن العام ويعتبر من أهم الشخصيات السياسية في عهد الجمهورية الثالثة .
أطلق عليه وزير خارجية فرنسا جورج كليمنصو لقب «النمر» بعد الحرب العالمية الأولى حينما هدد ألمانيا مجددا بحرب ضروس واحتلال دائم لأرضيها وحرك جيشه في عمق حدودها في حال تقاعست عن دفع التعويضات المفروضة عليها جراء هزيمتها بعد أن اتهمت بانها بدأت الحرب على المذكورة على الحلفاء .
هذا وقد تولى ريموند عدة مناصب أهمها بالإضافة لرئاسة الجمهورية كان وزيرا للتعليم والفنون الجميلة والدين 1893 -1895 م كما تولى رئاسة الوزراء ثلاث مرات 1912- و1922 و1926 م و وزارة الخارجية 1912 و1913 و1922 و1924 م
علما بانه مثل مقاطعة ميوز الشمالية حيث مسقط راسه عندما انتخب نائب عنها سنة 1887 م كان من لشد المتحمسين بان تحظى بلاده بحصة مستقلة من أحواض النفط في الدول التابعة لفرنسا استعماريا ساهم معنويا وبأفكاره لأنشاء شركة توتال وسهل كل إمكانيته الرسمية ومناصبه من اجل ذلك .

## رئاسة الوزراء الأولى
أصبح بوانكاريه رئيسًا للوزراء في يناير 1912، ولضمان السيطرة الكاملة على السياسة الخارجية الفرنسية، كرئيس للوزراء ولاحقًا كرئيس، تخلص بوانكاريه بشكل منهجي من جميع المعارضين والنقاد السياسيين في الحكومة. وبناءً على ذلك، حظيت قراراته السياسة الخارجية بموافقة مجلس الوزراء بالإجماع في معظم الأحيان. نظر بوانكاريه إلى وزارة الخارجية الفرنسية على أنها جهاز إداري لا أكثر. كان بوانكاريه معاديًا للألمان ورافضًا لأي نوع من التفاهم مع ألمانيا. لم تكن معاداته للألمان مبنية على مشاعر انتقامية، بل على اعتقاده بأن ألمانيا قوية جدًا وأصبحت أقوى حاليًا، وأن الحرب يجب أن تغير ميزان القوى لصالح فرنسا. سعى بوانكاريه لمنع أي تسوية بين ألمانيا وبريطانيا أو روسيا.
خلال أزمة البوسنة 1908- 1909 والأزمة المغربية الثانية عام 1911، فشلت فرنسا والإمبراطورية الروسية في دعم بعضهما البعض. في عام 1912، حول بوانكاريه التحالف الفرنسي الروسي في 1894 من اتفاقية دفاعية إلى أداة تهدد بحرب هجومية قد تندلع إثر نزاع في البلقان. في أغسطس 1912، زار بوانكاريه القيصر نيقولا في روسيا لتعزيز تحالف فرنسا العسكري مع الدولة القيصرية.
طمح بوانكاريه إلى ممارسة سياسة توسعية على حساب حليف ألمانيا غير الرسمي، الإمبراطورية العثمانية. كان بوانكاريه عضوًا قياديًا في مجلس الشرق، وهو المجموعة الرئيسية التي دعت إلى التوسع الفرنسي في الشرق الأوسط. اعتبر بوانكاريه انتصار عصبة البلقان في حرب البلقان الأولى تهديدًا قويًا للجانب النمساوي؛ فقد أدى ذلك إلى تعزيز الوفاق الثلاثي وإضعاف الموقف العسكري لألمانيا والإمبراطورية النمساوية المجرية.
اقترح جوزيف كايو إنشاء تحالف فرنسي ألماني، ولكنه قوبل برفض بوانكاريه، بحجة أن باريس ستكون الشريك الأصغر في المعادلة؛ ما يؤدي إلى إنهاء دور فرنسا كقوة عظمى. اتبع بوانكاريه سياسة مالية محافظة، ولهذا، شكلت التأثيرات المالية لسباق التسلح، الذي أصبح مكلفًا أكثر من أي وقت مضى، مصدر قلق له. يشير البعض إليه بصفة الانتقامي لأنه من منطقة لورين، ولكن ما يزال هذا الادعاء محل خلاف. صودر منزل عائلته خلال الحرب لثلاث سنوات.

## الرئاسة

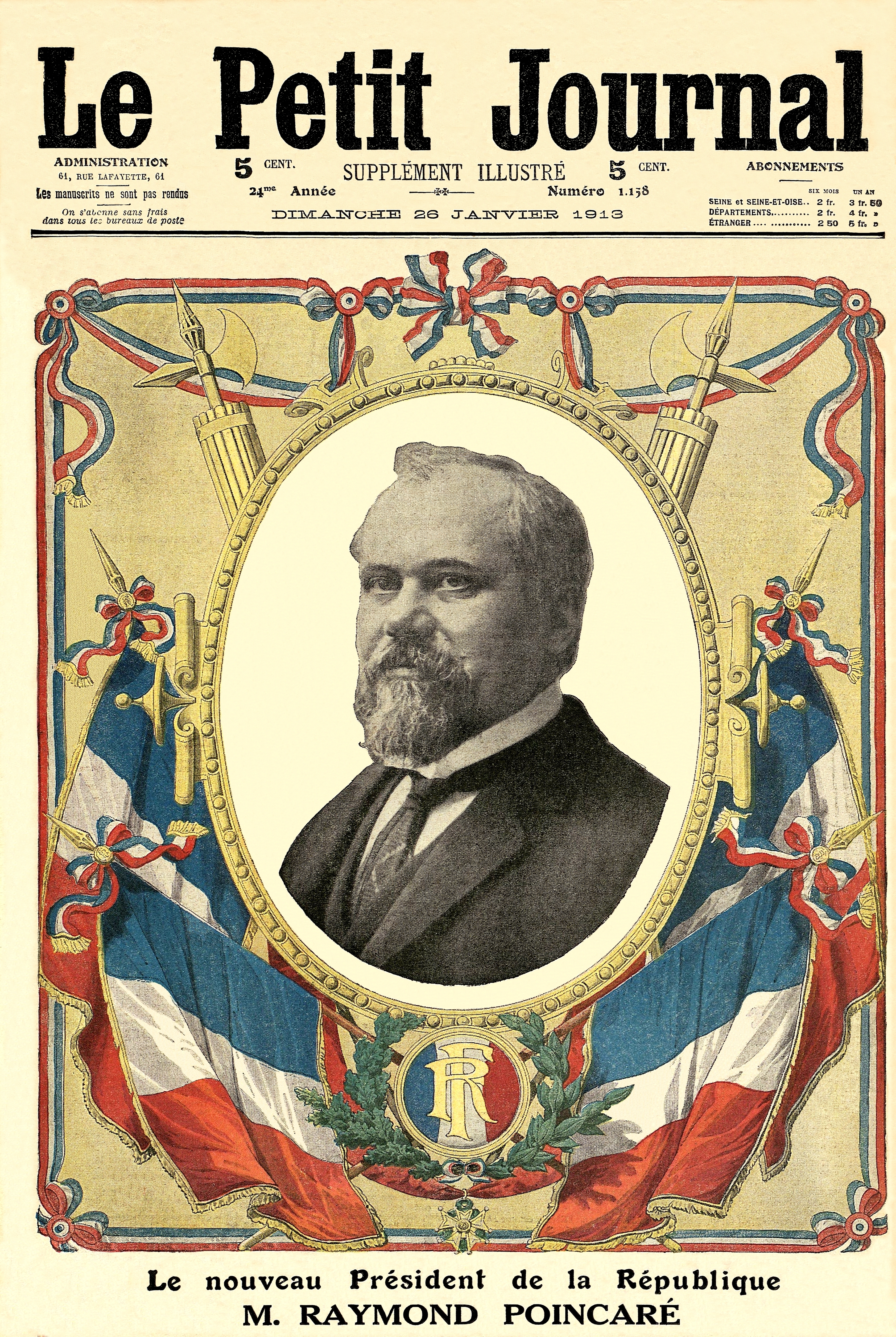
الصفحة الأولى من الملحق الأسبوعي المصور لصحيفة "لو بوتي جورنال" احتفاءً بانتخاب ريمون بوانكاريه رئيسًا جديدًا للجمهورية الفرنسية.

### قبل الحرب
في عام 1913، فاز بوانكاريه بالانتخاب كرئيس للجمهورية خلفًا لأرمان فاليير. ساهمت روسيا في نجاحه بالانتخابات، وتقدر قيمة الرشاوى الروسية للصحافة الفرنسية بنحو مليوني فرنك. حاول بوانكاريه –بحزمه- تحويل المنصب إلى موقع سلطوي فعال، وهو أول رئيس للجمهورية الفرنسية الثالثة يقوم بذلك، منذ عهد ماكماهون في سبعينيات القرن التاسع عشر. خلال أزمة أوتو ليمان فون ساندرز عام 1913/1914، توقع بوانكاريه اندلاع الحرب بعد عامين، وأعلن أن سيبذل قصارى جهده في الإعداد لها.
في أوائل عام 1914، وجد بوانكاريه نفسه عرضةً للفضيحة، عندما هدده السياسي اليساري جوزيف كايو بنشر رسائل تظهر انخراطه في محادثات سرية مع الفاتيكان باستخدام الحكومة الإيطالية كوسيط، وهذا قد يؤدي لإثارة غضب الرأي المناهض لرجال الدين في فرنسا. امتنع كايو عن نشر الوثائق بعد ضغط الرئيس على غاستون كالميت، محرر صحيفة لو فيغارو، ليهدد بنشر وثائق تظهر خيانة كايو لزوجته الأولى وتورطه في معاملات مالية مريبة مرتبطة بسياسات خارجية مؤيدة لألمانيا. بقيت الفضائح مستورة إلى أن ذهبت السيدة كايو الثانية لمكتب كالميت في 16 مارس 1914 وأردته قتيلًا، لأنها غضبت من احتمال نشره رسائل حب مكتوبة لها عندما كان زوجها متزوجًا من زوجته الأولى. عرفت الفضيحة باسم خيانة كايو، وأصبحت موضع الحديث الرئيسي في البلاد في النصف الأول من عام 1914. وفي هذا الشأن، رد بوانكاريه مازحًا، أنه سيعتمد على زوجته لقتل أعدائه السياسيين من الآن فصاعدًا؛ فقد أثبتت الطريقة نجاعتها مع كايو.

### أزمة يوليو
في 28 يونيو 1914، كان بوانكاريه في مضمار لونج تشامب، عندما تلقى نبأ اغتيال الأرشيدوق فرانس فرديناند في سراييفو. تفاجئ بوانكاريه بالخبر، لكنه واصل متابعته للسباق.
في عام 1913، أعلن عن نية بوانكاريه زيارة سانت بطرسبرغ في يوليو 1914، لمقابلة القيصر نيقولا الثاني. برفقة رئيس الوزراء رينيه فيفياني، ذهب بوانكاريه إلى روسيا للمرة الثانية (ولكن للمرة الأولى كرئيس) لتعزيز التحالف الفرنسي الروسي. في 15 يوليو، استخدم وزير الخارجية النمساوي المجري، الكونت ليوبولد فون بيرشتولد، قناة خلفية لإبلاغ الدول الأجنبية باعتزام الإمبراطورية النمساوية المجرية تقديم إنذار نهائي لصربيا. عندما وصل بوانكاريه إلى سانت بطرسبرغ في 20 يوليو، أخبره الروس بحلول نهاية الإنذار النمساوي لصربيا في 21 يوليو وبدعم ألمانيا للنمسا في هذا الشأن. يفترض أن يكون فيفياني -رئيس الوزراء- مسؤولًا عن السياسة الخارجية الفرنسية، ومع ذلك، وعد بوانكاريه القيصر بالدعم العسكري الفرنسي غير المشروط لروسيا ضد الإمبراطورية النمساوية المجرية وألمانيا. في نقاشاته مع نيقولا الثاني، تحدث بوانكاريه بصراحة عن كسب الحرب، وليس تجنبها. لاحقًا، حاول إخفاء دوره في اندلاع الصراع العسكري، ونفى وعوده لروسيا.

عاد بوانكاريه إلى باريس في 29 يوليو، وفي الساعة 7 صباحًا من 30 يوليو، وبموافقة بوانكاريه الكاملة، أرسل فيفياني برقية إلى نيقولا مؤكدًا فيها:
«في ما يتعلق بالتدابير الاحترازية والتدابير الدفاعية التي تعتقد روسيا أنها ملزمة باللجوء إليها، لا ينبغي أن تشرع على الفور في أي إجراء قد يقدم لألمانيا ذريعة للتعبئة الكلية أو الجزئية لقواتها.»
في مذكراته لهذا اليوم، كتب بوانكاريه أن الغرض من الرسالة لم يكن منع اندلاع الحرب، ولكن حرمان ألمانيا من أي ذريعة، وبالتالي حصول التحالف الفرنسي الروسي على الدعم البريطاني. وافق بوانكاريه على الحشد والتأهب الروسي للحرب. وكإجراء طبيعي مؤهب للحشد والاستنفار العسكري، نشرت فرنسا قوة تغطية مؤلفة من خمسة فيالق عسكرية على الحدود الألمانية الساعة 4:55 مساءً. طلب بوانكاريه وفيفياني بوضع قوة التغطية على بعد عشرة كيلومترات من الحدود، لجعل فرنسا تبدو بريئة في نظر بريطانيا. أُرسلت على الفور برقية إلى لندن لإخبار البريطانيين عن المناورة وكسب تعاطفهم ضد ألمانيا.
في 31 يوليو، أعطى السفير الألماني في باريس، الكونت فيلهلم فون شون، فيفياني تحذير شبه نهائي مصرحًا أن ألمانيا ستبدأ بالتعبئة العامة إن لم تنهِ روسيا حشد قواتها في غضون اثنتي عشرة ساعة، والتعبئة تعني الحرب. في نفس اليوم، دعا رئيس الأركان العامة للجيش الفرنسي، الجنرال جوزيف جوفري، إلى التعبئة العامة مدعيًا زورًا بدء ألمانيا بحشد قواتها سرًا منذ يومين أو ثلاثة أيام. أيد بوانكاريه طلب جوفري، وصدر مرسوم التعبئة العامة الفرنسية في الساعة الرابعة عصرًا من 1 أغسطس. وفي نفس اليوم، كذب بوانكاريه على فرانسيس بيرتي، السفير البريطاني في فرنسا، مدعيًا أن التعبئة الروسية لم تبدأ إلا بعد قرار النمسا.
بعد إعلان ألمانيا الحرب على فرنسا في 3 أغسطس، قال بوانكاريه: «لم يسبق لأحد تلقي إعلان حرب بهذا القدر من الرضا». وقف بوانكاريه أمام الجمعية الوطنية في الساعة الثالثة عصرًا من 4 أغسطس، ليعلن عن تشكيل الاتحاد المقدس بعد دخول فرنسا في حالة حرب: «في الحرب القادمة، سيدافع جميع أبناء فرنسا عنها ببطولة، ولن يفرق أي شيء اتحادهم المقدس في وجه العدو». خلال الاجتماع، التزم بوانكاريه وفيفياني الصمت حيال التعبئة الروسية، زاعمين اتخاذ روسيا سبيل التفاوض حتى النهاية.

### بعد الحرب
أخذ دور بوانكاريه بالتضاؤل بعد وصول جورج كليمنصو إلى منصب رئيس الوزراء في عام 1917. اعتقد بوانكاريه أن توقيت الهدنة مبكر جدًا، إذ ينبغي على الجيش الفرنسي التوغل أكثر في ألمانيا. وعند التفاوض على معاهدة فرساي في مؤتمر باريس للسلام عام 1919، أراد انتزاع الراينلاند من ألمانيا لتصبح تحت سيطرة الحلفاء العسكرية.
حث فرديناند فوش بوانكاريه على المطالبة بسلطاته المنصوص عليها في الدستور، وتولي مفاوضات المعاهدة، لأنه خشي من عدم تحقيق كليمنصو أهداف فرنسا. لم يأخذ بنصيحة فوش، وعندما وافق مجلس الوزراء الفرنسي على الشروط التي حصل عليها كليمنصو، فكر بوانكاريه بالاستقالة، ولكنه لم يقدم على ذلك.

## روابط خارجية
- ريمون بوانكاريه على موقع الموسوعة البريطانية (الإنجليزية)